# Encarsia townsendi
Encarsia townsendi är en stekelart som beskrevs av Howard 1907. Encarsia townsendi ingår i släktet Encarsia och familjen växtlussteklar. Inga underarter finns listade i Catalogue of Life.